# Zbór Chrystusa Dobrego Pasterza (Kościół Boży)

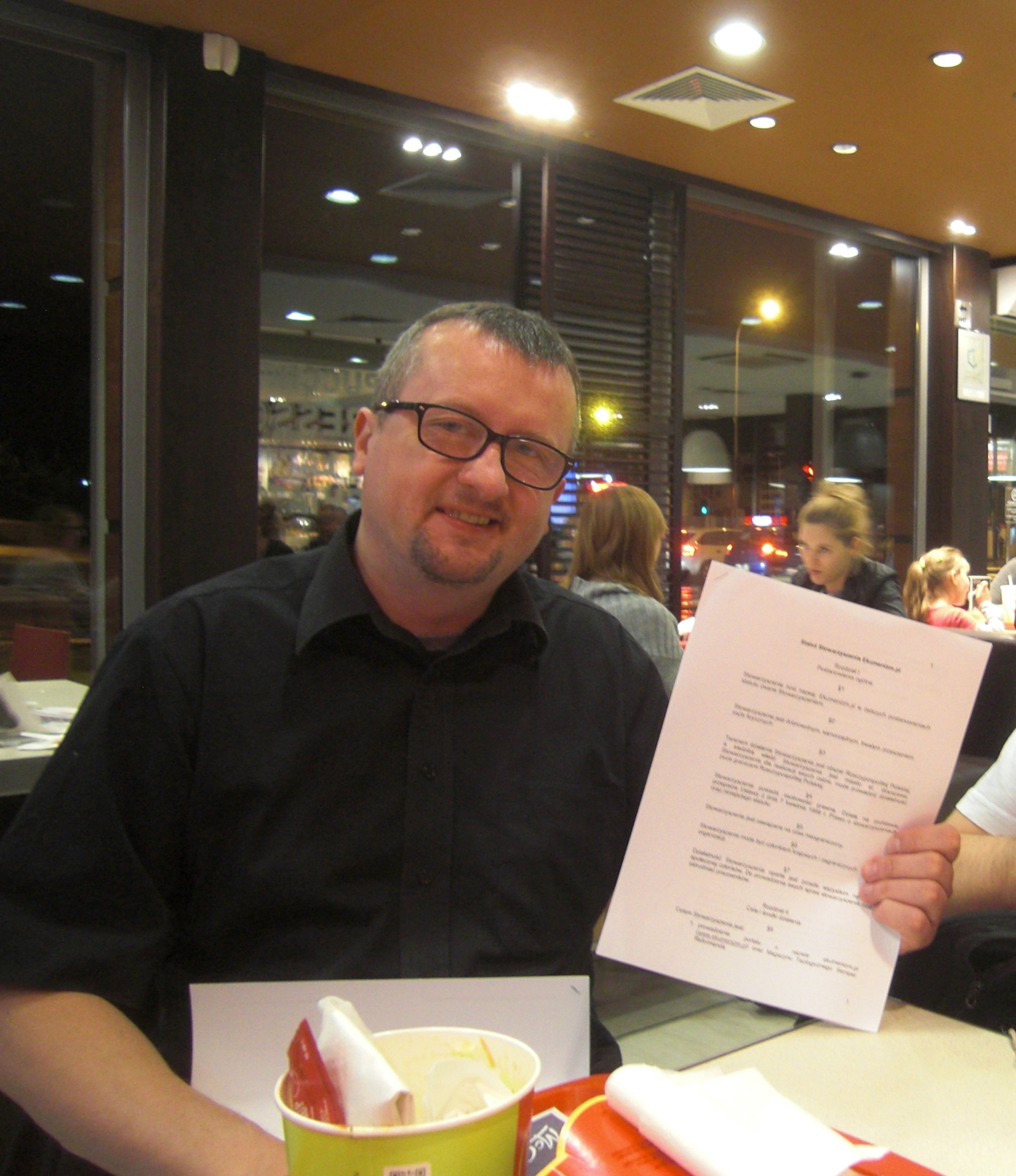
Pastor Adam Ciućka ze Statutem Stowarzyszenia Ekumenizm.pl w ręku, 2016.

Zbór Chrystusa Dobrego Pasterza – zbór Kościoła Bożego znajdujący się w Świdwinie.
Zbór powstał w połowie lat 80. XX wieku i należał do Kościoła Zielonoświątkowego w RP. Pastorem zboru od 1997 r. jest ks. Adam Ciućka. Pastor jest działaczem ekumenicznym, publikuje na Ekumenizm.pl, gdzie należy do zespołu redakcyjnego.
Na koniec 2010 zbór skupiał 77 wiernych, w tym 53 ochrzczonych członków.
W grudniu 2017 roku zbór opuścił struktury Kościoła Zielonoświątkowego i przeszedł do Kościoła Bożego, z powodu „odmiennego sposobu widzenia szczegółowych zagadnień dotyczących funkcjonowania życia całej wspólnoty kościelnej”.
Zbór opiekuje się cmentarzem żydowskim, który jest jednym z nielicznych zabytków w Świdwinie.